# 星咲セイラ
星咲 セイラ（ほしさき せいら、1993年10月30日 - ）は、日本のAV女優。ビーダッシュプロモーション所属。

## 略歴・人物
2017年にAVデビューした華奢で貧乳のロリ系AV女優。
趣味・特技は音楽鑑賞。
2018年10月より長井秀和プロデュースユニット「高島平ミルフィーユ」として、文月詩織と組み歌手活動を開始。同月27日、シングル「DokiDokiなサンセットビーチ」（GOLD DISC CORPORATION）でデビューした。

## 出演作品

### アダルトDVD
- 独占新人 ウエスト50cm 極細微乳のクビレ少女。（4月25日、ミニマム）
- 何処へ行ってもイタズラされる。極細くびれのAA微乳。 せいら 18歳 ウエスト50cm パイパン（7月19日、ミニマム）
- 犯され壊されたちっぱい娘 強姦 せいら 18歳（9月1日、プラネットプラス）
- ロリびっち生徒会長 せいら 別名・貧乳ガリくそん/中出し番長/あばら黄金のくびれ（9月1日、キチックス/妄想族）
- 飯を食わせる金もないので、私の愛娘はこんなガリガリです（9月8日、FIRST STAR）
- 【希少】 貧乳界の頂点、「無乳」ちゃん。 かわいい女の子の貧乳は、なんとも言えない品格がある…。（9月8日、MERCURY）
- 奇跡の華奢 ウエスト50cm 美しすぎる超ガリボディー 星咲セイラ（9月19日、ダスッ!）
- 英会話スクール少女わいせつ国際交流（9月22日、I.B.WORKS）
- こんな細い子見た事ない!! 鶏ガラのようなガリガリ美少女! 抱き締めただけで音がしそうな華奢なカラダ（9月22日、MERCURY）
- 強制喉奥イラマチオハンドル 星咲セイラ（10月1日、MOODYZ）
- 子作りはご奉仕の一環 妊娠OK美少女メイド 星咲セイラ（10月1日、ワンズファクトリー）
- 究極スレンダーWパイパンご奉仕ソープランド 星咲セイラ 二葉あかり（10月7日、MOODYZ）
- ガリ細スレンダー × 極太デカチン 星咲セイラ（10月7日、乱丸）
- 男たちの性欲が続くかぎり犯される 貧乳オナペット少女 せいら18歳（10月13日、イノセント）
- ヤバイよッ!! 初めて膣内に出しちゃった! 星咲セイラ（10月13日、本中）
- ウブな女子大生限定! 初めての拘束電マ体験（改造玩具スーパー振動電マ）衝撃的快感に泣き出すシロウト娘続出! その快楽状態なら流れで中出しSEXまで出来ちゃう!?（10月13日、ナンパJAPAN）※「ひな」名義
- 女子校生緊縛 監禁大量ザーメンぶっかけSEX 星咲セイラ（10月19日、アイエナジー）
- 監禁オイルマッサージ 鬼イカせ中出しレ×プ 星咲セイラ（10月19日、ワンズファクトリー）
- 俺の妹とお前の妹どっちがエロいか交換して中出ししまくってみないか? #04 関根奈美 星咲セイラ（11月7日、MOODYZ）[3]
- 絶対妊娠! ガン反り生チ○ポで孕ませ中出しSEX! 星咲セイラ（11月7日、本中）
- つるぺた貧乳アイドル星咲せいらの超敏感乳首を一日中こねくり姦し性交（11月19日、キチックス）
- 妹の胸チラ（11月24日、I.B.WORKS）
- つるぺたド貧乳騙しボコボコ大輪姦 本物中出し10連発 星咲セイラ（11月24日、FIRST STAR）

- 「私たち（本当）お兄いちゃん大好き女子です!!」 生ど素人妹ビッチ 進行形で全員兄貴とヤッてる女子達（1月26日、MERCURY）
- ツインテール貧乳ニーハイソックス美少女と中出し性交（3月23日、TMA）
- スーパーロ●ータ星咲せいらBEST 8時間（4月1日、キチックス/妄想族）※単体ベスト
- ツルペタ美少女絶頂性交 セイラ18歳（7月25日、Shark）
- 星咲せいら潮吹きまくり絶頂レズ解禁。～敏感スレンダーボディに絡みつく星奈あいのレズタチ～（9月7日、ビビアン）
- 男達の性玩具 黒髪美少女はオナペット せいら18歳（9月13日、イノセント/HERO）
- つるつるオマ●コくぱぁ パイパン女子校生中出し白書（9月14日、BAZOOKA）

- 6人の毛のない小さな女の子4時間 3（1月1日、プラネットプラス）
- 受精するまで中出し種付け! 貧乳制服ロリ少女8人（1月11日、UMANAMI）
- 若菜ちゃんの初エッチ 実写版 星咲セイラ ツインテールが良く似合うつるぺたおっぱい、つるつるマ○コの美少女との初エッチの記録（2月13日、無垢）
- 男子諸君! パンチラ女子には気をつけろ! 「勝手に席使ってゴメンね! でも～どいてあげない! そのかわり…」スカートの裾から見えるパンチラ誘惑に耐え切れず、ぷりもにゅお尻に挟まれるペン、指、顔! そして至福の尻コキ!!（7月12日、First Star）
- まるっと! 星咲セイラ（8月1日、プラネットプラス）※単体ベスト
- 他人のカラダと交換できる憑依銃で、ギャルのカラダになったら悪友たちにTSF入替り3Pされちゃった僕…（8月16日、ゲッツ!!）
- 個室ヨガで媚薬アロマを嗅がされた美人インストラクター時間が経つたびに媚薬が浸透し感度上昇中出し懇願!!（9月13日、ゲッツ!!）
- 幼馴染に性調教されて1日に何度も強制射精 星咲セイラ（10月25日、SEX Agent/妄想族）

- 勃起乳首アクメ引っ張りオナニー（12月1日、ゑびすさん/妄想族）

- 敏感アクメ絶倫乳首レズ（1月1日、ゑびすさん/妄想族）
- 蒸れたパンスト足舐めレズ（2月1日、ゑびすさん/妄想族）
- ベロ全開唾液レズ接吻（4月1日、ゑびすさん/妄想族）
- Aカップ貧乳勃起乳首（8月2日、ゑびすさん/妄想族）
- 大量媚薬オイル塗り込みにゅるにゅる絶頂性感レズエステ 2（8月19日、ゑびすさん/妄想族）

### アダルトVR
- 娘に愛され続けてます。星咲セイラ（8月31日、ダスッ!）
- 激おこ妹に媚薬を飲ましたらジャレてきて…そのままヤッちゃった! 星咲セイラ（12月2日、ブイワンVR）
- ブイワンVR1周年記念作品 全編撮り下ろし 全員生中出し ラブイチャVR彼女 SPECIAL（12月16日、ブイワンVR）

- AAAカップ微乳界のレジェンド! 「乳首がとっても感じちゃうから、こねくり回してほしいの」セイラの乳首を徹底的につまんで! 引っ張って! ローション塗って! 自分でも乳首弄り! 感じすぎて震えちゃう!（5月26日、ブイワンVR）
- 奇跡の微乳 & パイパン彼女と6体位セックス 星咲せいら（6月28日、KMPVR）

- 新開発! 超精細カメラ撮影 ちっぱいいじり 星咲セイラ（10月4日、CASANOVA）
- HQ最大解像度・超精細カメラ撮影 超至近距離で見せ付けてくれるオナサポ女子（11月15日、CASANOVA）

### 写真集
- ぐるっとまわせる! 原寸大おっぱい図鑑3D（2019年2月4日、一迅社　撮影：須崎祐次、監修：安田理央）‐Aカップモデル[4]